# Ictinogomphus dobsoni
Ictinogomphus dobsoni är en trollsländeart som först beskrevs av Watson 1969.  Ictinogomphus dobsoni ingår i släktet Ictinogomphus och familjen flodtrollsländor. Inga underarter finns listade i Catalogue of Life.